# 米萊廷

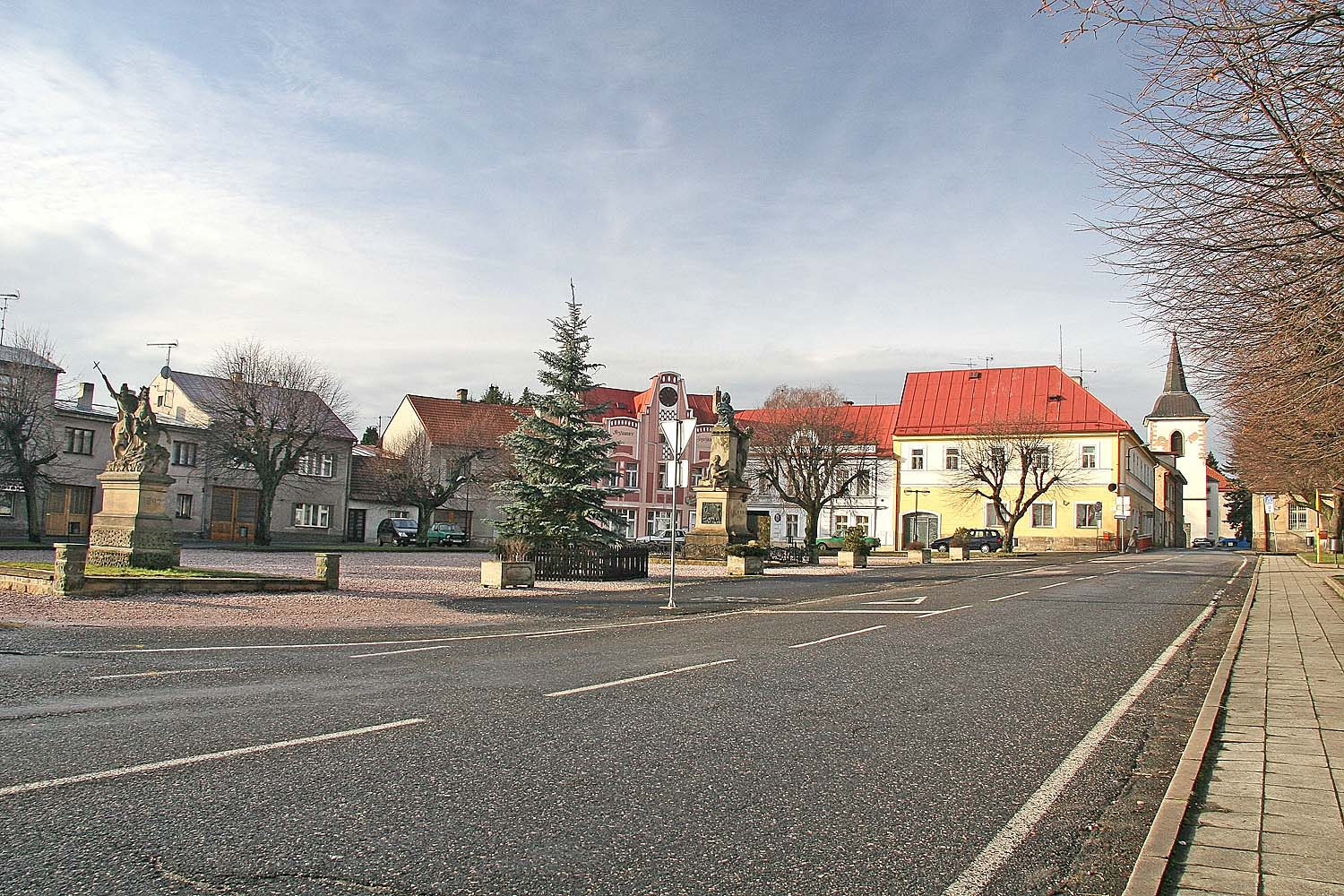

米萊廷是捷克的城鎮，位於該國北部，距離伊欽18公里，由赫拉德茨-克拉洛韋州負責管轄，面積8.93平方公里，海拔高度334米，該鎮在1846年發生大火，2006年人口892。

## 外部連結
- Municipal website （页面存档备份，存于）